# Odontionella
Odontionella is een geslacht van mosdiertjes uit de  familie van de Foveolariidae en de orde Cheilostomatida. De wetenschappelijke naam van het geslacht werd in 1917 voor het eerst geldig gepubliceerd door Ferdinand Canu en Ray Smith Bassler.

## Soorten
- Odontionella bullata Brown, 1958  †
- Odontionella cyclops (Busk, 1854)